# Escuts i banderes de l'Alt Maestrat
Els escuts i banderes de l'Alt Maestrat són el conjunt de símbols que representen els municipis d'aquesta comarca.
En aquest article s'hi inclouen els escuts i les banderes oficialitzats per la Generalitat Valenciana i els que se van aprovar per l'administració de l'Estat abans de les transferències a la Generalitat Valenciana, així com altres que no han estat oficialitzats.

## Escuts oficials

Albocàsser Aprovat el 1 de desembre de 2001
Ares del Maestrat Rehabilitat el 4 de novembre de 2011
Atzeneta del Maestrat Rehabilitat el 19 de febrer de 2002
Benafigos Aprovat el 29 d'agost de 1986
Catí Rehabilitat el 19 de febrer de 2002
la Serratella Aprovat el 22 d'abril de 2005
la Torre d'en Besora Aprovat el 13 de desembre de 1996
Vilar de Canes Aprovat el 30 d'abril de 2002
Vistabella del Maestrat Aprovat el 27 de desembre de 2004

## Escuts sense oficialitzar

Benassal
Culla
Tírig

## Banderes oficials

Atzeneta del Maestrat Aprovada el 18 de desembre de 2015
Benafigos Aprovada l'11 de juliol de 2001
la Serratella Aprovada el 23 d'agost de 2011
Vilar de Canes Aprovada el 24 de setembre de 2018

## Banderes sense oficialitzar

Catí